# Bubble Bip
Bubble Bip és una sèrie d'animació 3D dirigida al públic infantil (4-7 anys) que explica les històries del Bip, el protagonista d'un videojoc d'acció que avorrit de la seva feina un dia decideix escapar de la consola per divertir-se. Al món real, s'unirà a una colla de nens que passen a ser els seus nous amics: el Marc, la Lena, el Nil i la Mia.
Bubble Bip és una coproducció de: Triacom Audiovisual, la Corporació Catalana de Mitjans Audiovisuals i Planeta Junior, i consta de la col·laboració de l'Institut Català de les Empreses Culturals. Es va començar a emetre al Canal Super3 el 14 d'abril de 2014.

## Argument
Avorrit de disparar bombolles a monstres marins, el Bip troba la manera de fugir de la consola i traslladar-se al món real. Aquí es fa amic del Nil, la Lena, la Mia i el Marc i descobreix que la realitat pot ser més interessant i sorprenent que la vida en un videojoc. Amb el Bip aprenem a veure el món amb ulls nous, perquè ens demostra que pensar diferent no és dolent i que no hem de tenir por d'equivocar-nos. D'aquesta manera, el Bip converteix la rutina de cada dia en una aventura única, diferent i apassionant. Si la realitat supera la ficció, el Bip ha vingut a comprovar-ho.

## Personatges
- El Bip És l'heroi poderós i carismàtic d'un videojoc, però amb la mentalitat d'un nen de 3 anys. Cansat de la rutina del videojoc, s'escapa per explorar el món real. Valent, entusiasta, innocent i expert a l'hora de generar problemes. Es comporta sense parar com un peix fora de la peixera.
- El Nil És fantasiós, amb el cap als núvols, fan dels còmics, dels videojocs i de les ficcions de tota mena. Reflexiu, imaginatiu i tremendament tímid. Somia a ser un superheroi que salvi el món. És el traductor oficial del BIP.
- La Lena Romàntica i temperamental. Enamorada del color rosa, de les princeses i, per sobre de tot, del Marc. A la Lena li agrada comportar-se com si fos gran, i mira la resta de nens i nenes amb certa condescendència, com si fossin molt petits. És una egoista sentimental: viu per estimar el Marc!
- La Mia Idealista nata. Amant de la natura, dels animals i de tot el que soni a orgànic o indefens. Intel·ligent, sensible i empàtica fins a l'extrem: pateix per l'escalfament global, pel forat de la capa d'ozó o perquè el soroll que fan els nens jugant a futbol pot molestar una família de bestioles.
- El Marc Li agrada córrer, saltar, enfilar-se als arbres, aixecar pedres, qualsevol cosa abans que posar-se a pensar! Físic i competitiu, és molt ingenu. La seva activitat intel·lectual se cenyeix a les necessitats més bàsiques: menjar, dormir i anar al bany.
- El Pop Si el Bip és un peix fora de la peixera, el Pop és un mol·lusc fora de l'aigua. Té totes les característiques del Bip elevades a la màxima potència: és molt fort, molt ràpid i molt impetuós. Quan tot es complica, només el pot aturar el Bip amb les seves bombolles.
- El Piu Tothom al parc l'adora, llevat del Bip. La llegenda diu que alguna cosa horrible va succeir entre el Piu i el Bip la primera vegada que el Bip va aterrar al parc. I la veritat és que des de llavors l'intercanvi de provocacions, males passades i ensurts no ha parat.

## Equip artístic
| Direcció                     | Gemma Prat                                                                                    |
| Subdirecció i direcció d'art | Ferran Canals                                                                                 |
| Direcció de producció        | Marta Navarro                                                                                 |
| Guió                         | Santi Anaya '12 monos' Susan Kim Jymn Magon Bola de nieve Harry Haller Josep Penya Félix Caña |
| Direcció d'animació          | Joseba Zabala, Jon Hodge                                                                      |
| Música                       | Marcos "Xuxa" Levy                                                                            |

## Locutors
| Lena | Anna Orra            |
| Bip  | Marc Gómez           |
| Marc | David William Jenner |
| Mia  | Roser Vilches        |
| Nil  | Mar Nicolás          |